# Utvälinge

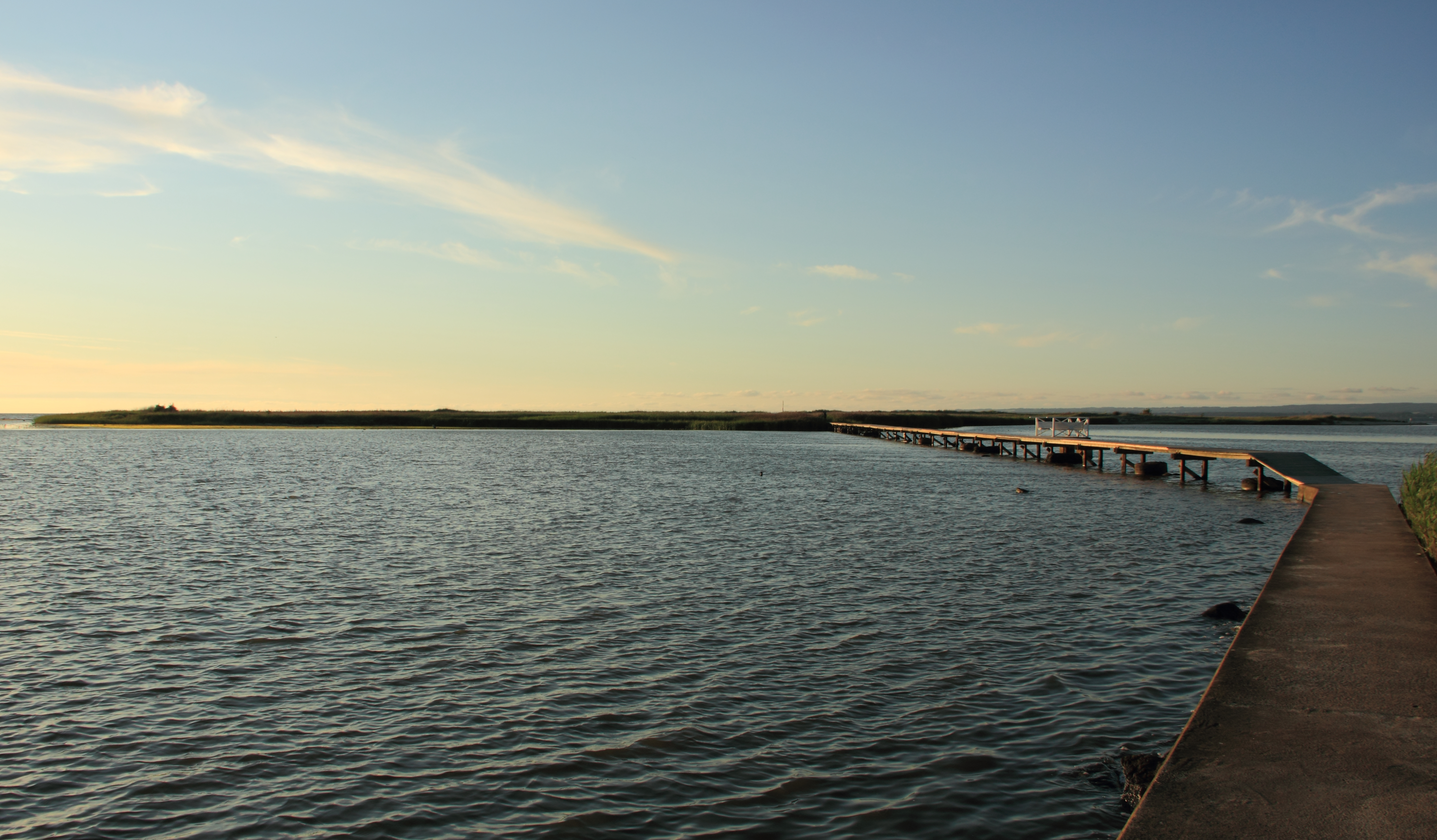
Bryggan ut till Sandön

Utvälinge är en tätort i Helsingborgs kommun i Skåne län. Orten är belägen vid Vegeåns utlopp i Skälderviken och utgör Helsingborgs kommuns nordligaste bebyggelse.

## Historia
Ortnamnet syftar på den närliggande orten Välinge (från vædhil, "vadställe"), alltså att detta är bebyggelsen som ligger längre "ut" från Välinge. 1491 skrevs namnet Wtwelynge. 
En del fornlämningar från stenåldern fram till vikingatiden har hittats i området och platsen har troligen varit bebodd sedan förhistorisk tid. En medeltida kapellruin, belägen i samhällets östra utkant, visar spår från ortens äldre historia. 
Utvälinge är tillsammans med Välinge, Tånga och Rögle en av de så kallade "Tegelbyarna" i norra Helsingborgs kommun. Vegeå tegelbruk grundades i orten 1870 strax väster om åns mynning. Av verksamheten finns den överbyggda ringugnen, torkladan och några lergravar bevarade.
Vegeå tegelbruk hette från första början (29 april 1892) Kappeleds Tegelbruks Aktiebolag. Namnet Vegeå tillkom i början på 1900-talet.

### Befolkningsutveckling
| Befolkningsutvecklingen i Utvälinge 1980–2020            | Befolkningsutvecklingen i Utvälinge 1980–2020 | Befolkningsutvecklingen i Utvälinge 1980–2020 | Befolkningsutvecklingen i Utvälinge 1980–2020 | Befolkningsutvecklingen i Utvälinge 1980–2020 |
| -------------------------------------------------------- | --------------------------------------------- | --------------------------------------------- | --------------------------------------------- | --------------------------------------------- |
|                                                          |                                               |                                               |                                               |                                               |
| År                                                       |                                               |                                               | Folkmängd                                     | Areal (ha)                                    |
| 1980                                                     | 1980                                          |                                               | 204                                           |                                               |
| 1990                                                     | 1990                                          |                                               | 190                                           | 12#                                           |
| 1995                                                     | 1995                                          |                                               | 177                                           | 24#                                           |
| 2000                                                     | 2000                                          |                                               | 173                                           | 23#                                           |
| 2005                                                     | 2005                                          |                                               | 213                                           | 25                                            |
| 2010                                                     | 2010                                          |                                               | 227                                           | 24                                            |
| 2015                                                     | 2015                                          |                                               | 238                                           | 33                                            |
| 2020                                                     | 2020                                          |                                               | 236                                           | 33                                            |
| Anm.: Ny tätort 1980. Ej tätort 1990-2005. # Som småort. |                                               |                                               |                                               |                                               |

## Samhället
Det nuvarande samhällets bebyggelse härstammar till stor del från 1900-talets början och består uteslutande av enfamiljshus. Husen är ofta enkla och småskaliga. Mot Skälderviken finns ett sommarstugeområde som började bebyggas från 1950-talet och framåt.

## Natur
Ortens omges av ett rikt naturliv och angränsar till naturreservatet vid Vegeåns utlopp. Naturreservatet sträcker sig från kustlinjen över de två utanför liggande öarna Sandön och Skälrönnen (skäl=säl) med omkringliggande vatten inkluderat. Det grunda vattenområdet med betydande vattennivåskillnader, tillsammans med åmynningens sandstränder, dybankar och vassområden gör platsen gynnsam för fågelliv och är en av de mest variationsrika fågellokalerna i nordvästra Skåne. Sandön utnyttjas som badholme, men hänsyn måste tas till fågellivet och under största delen av året, med undantag för sommaren, är bryggan ut till ön avstängd.